# Chiastosella exuberans
Chiastosella exuberans är en mossdjursart som beskrevs av Gordon 1989. Chiastosella exuberans ingår i släktet Chiastosella och familjen Escharinidae. Inga underarter finns listade i Catalogue of Life.